# پاگچی
پاگچی فیلمی کمدی-درام ایرانی محصول سال ۱۳۹۹ است که توسط محمدباقر زنگنه کارگردانی و توسط زنگنه و مهدی ترکاشوند نوشته شده است. در این فیلم ایمان صفا، سیروس میمنت، یوسف صیادی، مهدی امینی‌خواه، شراره رخام و پریا شکری به ایفای نقش پرداخته‌اند. این فیلم در ۲۵ اسفند ۱۳۹۹ اکران شد.

## خلاصه داستان
پدر و دختری به دلیل مشکلات مالی دست به سرقت اتومبیل می‌زنند. اما این سرقت‌ها خیلی بامزه اتفاق می‌افتند و ناگهان وارد بازی خطرناکی می‌شوند …

## بازیگران
- سیروس میمنت در نقش حشمت
- پریا شکری در نقش جیران
- یوسف صیادی در نقش غلام
- محمد تقی‌زاده در نقش وفا
- ایمان صفا در نقش رامبود
- شراره رخام در نقش فریبا
- مهدی امینی‌خواه در نقش تیمور
- بهزاد رحیم‌خانی در نقش شاهپور
- محمد شیری در نقش پلیس
- داریوش سلیمی در نقش اسی مالخر
- ناهید شارلیزولی در نقش زن شاهپور
- حمید گروسی در نقش سیامک
- پیمان بیگدلو در نقش فرزاد